# Дориан Павус
Дориан Павус (англ. Dorian Pavus) — вымышленный персонаж из серии игр Dragon Age компании BioWare. Впервые он появился в видеоигре 2014 года Dragon Age: Inquisition, где служит компаньоном и членом команды. В рамках серии он является человеком-магом из знатного рода империи Тевинтер — могущественной магической магократии, расположенного в северном регионе Тедас, где происходит действие игр серии. Уверенный в себе человек, родившийся с магическими способностями, он, тем не менее, считается изгоем, так как его моральные принципы и идеалы не совпадают с убеждениями его семьи и большинства жителей Тевинтера. Несмотря на то, что он отвергает упадок и коррупцию, присущие обществу Тевинтера, он любит свою родину и стремится воплотить своё видение Тевинтера, в котором нет места предрассудкам. Стремясь остановить моральное разложение своих соотечественников и фанатичную приверженность своего бывшего наставника, он решает присоединиться к Инквизиции, считая, что не может вернуться, не устранив силы, разлагающие его родину.
Дориан получил положительные отзывы в Инквизиции за свой сложный и глубоко проработанный характер, а также за то, что он является открытым геем и цветным. Голос Дориану подарил Рамон Тикарам.

## Обзор персонажа
Дориан — уроженец Тевинтера, обладающий магическим талантом, вызывающим зависть у его сверстников. Он осознаёт свою сущность и способности, наслаждаясь ими. Его описывают как «очаровательного и уверенного в себе», с остроумием, «острым, как лезвие клинка». Некоторые могут считать его поведение дерзким, что объясняется его могуществом мага в стране, где правит магия. Дориан мог бы стать гордостью своей семьи, если бы не выступал против всего, за что стал символом Тевинтера. Он с гордостью носит ярлыки «изгоя» и «отверженного», понимая, что взгляды империи вряд ли изменятся, пока кто-то с его способностями не встанет и не попытается изменить ситуацию. Несмотря на своё дерзкое и самовлюблённое поведение, у Дориана есть тревожное прошлое. Он разочаровался в своём бывшем наставнике, Магистре Гереоне Алексиусе, который ранее был влиятельным членом Магистериума и выступал за реформирование Тевинтера. Однако теперь он стал фанатиком и присоединился к вооружённому культу тевинтерских националистов-супрематистов, известному как «Венатори».
Он — потенциальный романтический интерес для мужчины-инквизитора. Если он не состоит в отношениях с Инквизитором и Железный Бык будет принят на работу в Инквизицию, у Дориана и Железного Быка могут сложиться отношения друг с другом, которые могут продлиться намного дольше окончания дополнения Dragon Age: Inquisition – Trespasser. Личная сюжетная линия Дориана в «Инквизиции» включала в себя то, что можно было бы считать аллегорией «экс-гея». Отец Дориана попытался изменить его сексуальную ориентацию с помощью мрачного ритуала магии крови, и Дориан в ответ сбежал из дома. Игрок может либо помочь Дориану помириться с его извиняющимся отцом, либо остаться отчужденным.

## Концепция и создание
«Ни один персонаж никогда не должен оправдываться за то, что он натурал, белый и мужчина. Как только вы делаете его кем-то другим, вам вдруг нужны причины, почему это нормально… или нет? Чтобы оспорить идею по умолчанию, требуется определённая осознанность, и хотя это кажется немного неестественным, это абсолютно необходимо. Это способ творить, не делая что-то неосознанно просто потому, что вы всегда так делали».
Персонаж Дориана был создан и преимущественно разработан Дэвидом Гейдером до его перехода из BioWare. Имя персонажа было вдохновлено персонажем «Принц Дориан» из анимационного сериала «Могучий Геркулес», который транслировался с 1962 по 1966 годы. Гейдер в интервью отметил, что сексуальность персонажа была логическим продолжением его эволюции как мага с положительными характеристиками. После этого акцент был сделан на раскрытии других аспектов личности Дориана. BioWare проявила интерес к включению данного персонажа в «Инквизицию» после того, как он был полностью сформирован. Гейдер подчеркнул, что «это очень мало по сравнению с остальной частью игры. Учитывая его значение для фанатов, которые почти нигде больше не могут получить подобное признание, не слишком много требовать от части аудитории, для которой этот контент не предназначен, немного терпимости и сочувствия». Дориан является первым полностью гомосексуальным персонажем, которого Гейдер имел возможность создать. Это добавило интересный аспект к его предыстории, так как он происходит из общества, где «совершенство» определяется внешним обликом, а любые отклонения считаются постыдными и скрытыми. Отказ Дориана соответствовать этим стандартам воспринимается его семьей как упрямство и бессмысленность, что способствовало его изоляции и статусу парии.
Впоследствии Гейдер пояснил, что его предыдущее использование термина «полностью гомосексуальный» было направлено на указание того, что Дориан будет любовным интересом только для Инквизитора-мужчины, в то время как предыдущие варианты романтических отношений были открыты как для мужчин, так и для женщин.. В интервью, проведенном в 2015 году, он отметил, что его коллеги по BioWare, идентифицировавшие себя как гетеросексуалы, расширили возможности романтических взаимодействий в необязательных сюжетных линиях в 2005 году для Jade Empire, включив однополые отношения. Это вдохновило Гейдера на более смелое создание персонажей с открытой гомосексуальностью и интеграцию ЛГБТ-тематики в основные сюжетные линии видеоигр, над которыми он продолжал работать. Гейдер признал, что представление гомосексуальности Дориана может вызвать дискуссии в некоторых кругах, однако выразил уверенность, что фанаты оценят его как полноценно раскрытого персонажа в финале.
После ухода из BioWare в 2016 году, Гейдер в 2018 году написал и опубликовал на своей странице в Medium фанфиковую историю, которая пытается завершить сюжетную линию Дориана, касающуюся его семейных дел после окончательного возвращения в империю Тевинтера.

### Визуальный дизайн
«Дориан носит магические мантии Империума, но, как и положено чёрной овце, он присваивает их себе»
Гейдер исследовал идею «мага-рок-звезды» задолго до того, как у Дориана появилось имя; его включение в «Инквизицию» предоставляет дизайнерам игры возможность исследовать визуальный язык империи Тевинтера. Дориан разработан с целью предложить взгляд на глубину, артистизм и богатство культуры Тевинтера, которая часто воспринимается культурами Южного Тедаса как экзотическая и часто угрожающая. Согласно набору характеристик, опубликованному на официальном блоге Bioware, Дориан носит плащ пепельного мага, украшенный изображением извивающейся гадюки. На поясе у него висит сумка для хранения реагентов. Он носит кожаные перчатки, которые обеспечивают надежный захват посоха, чтобы он мог размахивать им с хорошей точностью. Плащ закреплен витиеватой застежкой в виде гадюки, которая служит напоминанием о том, что укус его магии может быть столь же болезненным, как и его остроумие.
Дориан отмечен как гей и представитель цветного населения в видеоигре AAA-стандарта. Ведущий нарративный дизайнер «Инквизиции» Джон Эплер однажды заметил, что «индиец был бы ближайшим реальным аналогом» в отношении этнической принадлежности Дориана.

## Появления

### Dragon Age: Inquisition
Инквизиция взаимодействует с Дорианом в двух различных сценариях, в зависимости от решения игрока нанять фракцию повстанческих магов или тамплиеров для запечатывания Бреши.
Если инквизитор прибывает в Редклифф, сын Алексиуса, Феликс, тайно передаёт им записку с просьбой о встрече в Церкви. В ходе этой встречи Дориан обращается за помощью в запечатывании Исчезающего разлома, расположенного внутри здания Церкви. После успешного запечатывания разлома, Дориан раскрывает свою личность и сообщает о предательстве Алексиуса венатори, которые заинтересованы в метке на руке инквизитора. Он также упоминает, что Алексиус применил экспериментальную магию перемещения во времени, которая ранее считалась теоретической в Тевинтере, и именно таким образом он впервые прибыл в Редклифф.
Если инквизитор принимает решение противостоять Алексиусу, Дориан присоединяется к военному совету в Хейвене, предлагая свою помощь в проникновении в замок Редклифф и дезориентации бывшего наставника. Однако, когда они сталкиваются с Алексиусом в замке, тот использует амулет для попытки переноса в прошлое, до вмешательства инквизитора в ритуал Старейшины в Храме Священного Праха. Дориан прерывает ритуал, но случайно переносит себя и инквизитора на год в будущее, где Старший правит южным Тедасом. В будущем они могут выследить будущего Алексиуса и получить у него амулет. Используя этот артефакт, они возвращаются в прошлое и побеждают Алексиуса. После этого инквизитор рассматривает возможность официального присоединения Дориана к Инквизиции.
В качестве альтернативы, если инквизитор нанял тамплиеров для запечатывания Бреши, Дориан появляется в Хейвене, предоставляя информацию о том, что мятежные маги теперь находятся под контролем венатори и прибыли в Хейвен вместе со Старшим, который, по новым данным, является древним порождением тьмы и бывшим магистром Тевинтера Корифеем. Инквизитор может принять решение о формальном вступлении Дориана в Инквизицию после переезда в Скайхолд.
Поселившись в Скайхолде, мать Жизель предоставляет инквизитору письмо, отправленное отцом Дориана, Халвардом, с просьбой о встрече со слугой семьи в таверне «Чайка и фонарь» в Редклиффе. В письме содержится просьба не сообщать об этом Дориану. Инквизитор может либо раскрыть письмо Дориану, убедив его не посещать таверну, либо привести его туда без предварительной информации. При входе в «Чайку и фонарь» Дориан с удивлением обнаруживает вместо слуги своего отца. Дориан выражает гнев, сообщая инквизитору, что его отец, узнав о его гомосексуальности и нежелании следовать семейным традициям, попытался использовать ритуал магии крови, который считался "последним средством для слабоумных", для изменения его сексуальной ориентации и принуждения к подчинению. Халвард оправдывал свои действия стремлением к лучшему для сына, но Дориан отвергал эти аргументы, считая, что отец заботился только о своём наследии. Инквизитор может попытаться убедить Дориана попытаться помириться с отцом. В этом случае Халвард признаётся в чувстве вины за то, что довёл сына до инквизиции, и выражает желание попросить прощения. В качестве альтернативы, инквизитор может предложить им покинуть таверну, завершив задание. В любом случае, Дориан выражает благодарность инквизитору за организацию встречи.
После событий в Храме Мифала Дориан испытывает желание вернуться в Тевинтер. Если он присутствовал на вечеринке в Храме и узнал от Абеласа о том, что Тевинтер не уничтожал Арлатан, он отмечает, что эта информация негативно скажется на репутации его соотечественников, превращая их предков в мусорщиков. Тем не менее, он выражает убеждённость в том, что его народ должен принять эту правду. Если он не присутствовал на вечеринке, он отмечает выживание древних эльфийских стражей и заявляет, что его соотечественники могут искупить свою вину. В любом случае он предсказывает сопротивление со стороны некоторых магистров Тевинтера, но выражает уверенность в своей способности последовать примеру инквизитора.

#### Trespasser
После поражения Корифеуса прошло два года, и Дориан стал официальным послом Тевинтера при Инквизиции. Инквизитор вновь встречает его в Зимнем дворце, где Дориан беседует с представителем Совета Возвышенных от Орлея, герцогом Сирилом де Монфором. Дориан сообщает Инквизитору, что его отец погиб, предположительно от рук убийцы, и он должен унаследовать его место в Магистериуме, верхней палате Имперского Сената Тевинтера. Он также говорит, что вскоре навсегда покинет компанию Инквизитора, и упоминает, что его друг Маэварис Тилани выступает за реформы в Империи, в которых он хотел бы принять участие. Варрик Тэтрас и некоторые другие спутники Инквизитора устраивают прощальный тост в честь Дориана.

### Другие появления
В преддверии выхода Inquisition BioWare выпустила наборы для создания персонажей ключевых героев игры, чтобы помочь косплеерам.
Дориан появляется в комиксе Dragon Age: Magekiller, который разворачивается параллельно с событиями Inquisition. Его отправляют вместе с некоторыми бойцами отряда Быка, чтобы помочь Мариусу и Тессе Форсайт разобраться с оставшимися венатори, чья позиция укрепилась после ухода Инквизитора. Хотя Дориан изначально настороженно относится к Мариусу, бывшему рабу Тевинтера, специализирующемуся на убийстве магов, они хорошо сработались и уничтожили лагерь, освободив пленников венатори. Во время битвы Дориан спасает жизнь Мариусу, и они расстаются на дружеской ноте.
Дориан также появляется в комиксе Dragon Age: Deception, рассказывающем о Оливии Прайд, неудачливой актрисе, ставшей мошенницей. Теперь полноправный член Магистериума, Дориан встречается с сэром Аароном Хоторном в Вентусе, чтобы помочь ему с миссией по проникновению в поместье Квинтара. В той же таверне он ненадолго сталкивается с Оливией под видом магистрара Арамиса и её соперницей Каликс, которая безуспешно пытается его обмануть. Позже, когда Оливию и Каликс сталкивается с одним из их разозлённых клиентов, Дориан использует свой авторитет магистрара, чтобы уладить проблему, что позволяет сэру Аарону и Ваэе завербовать их для проникновения в особняк Квинтара. Когда Вентус захватывают кунари, Дориан предоставляет группе сэра Аарона средства для побега из города, оставаясь, чтобы попытаться вывезти как можно больше людей.
Дориан также был представлен как разблокируемый персонаж в мобильной игре Heroes of Dragon Age, выпущенной в 2013 году.

## Реакция критиков

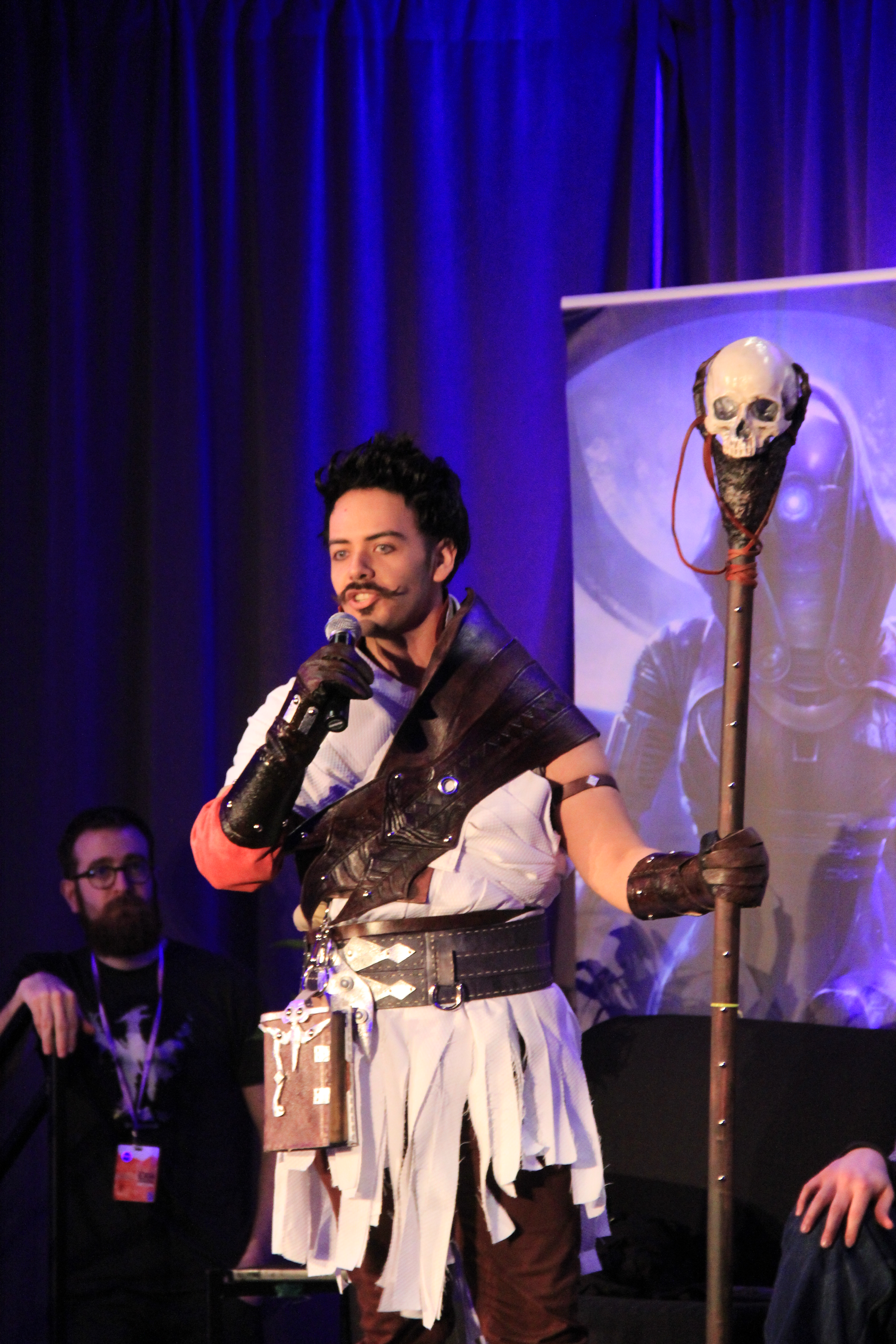
Косплей Дориана Павуса на выставке PAX South 2015.

Персонаж Дориан получил высокую оценку со стороны профессиональных критиков, что подтверждается его включением в несколько рейтингов «лучших» персонажей. Представители изданий GamesRadar и PC Gamer отметили его как одного из наиболее значимых персонажей в сфере видеоигр. Мэтт Кейн из GLAAD включил Дориана в список самых интересных ЛГБТ-персонажей 2014 года, наряду с другими персонажами игры «Dragon Age: Inquisition» — Кремом, Серой и Железным Быком. Сотрудники Engadget отметили Дориана в своем рейтинге «Любимых новых персонажей 2014 года». В 2015 году Logo TV включил Дориана в топ-10 самых сексуальных персонажей видеоигр среди мужчин, заняв четвёртое место. Джастин Дэвис из IGN охарактеризовал усы Дориана как один из наиболее стильных и утончённых примеров в видеоигровой индустрии, отметив при этом, что их дизайн может быть несколько избыточным.
Некоторые комментаторы считают Дориана новаторским персонажем, в частности, первым открытым геем мужского пола в видеоигровом контексте. Эйми Харт из Techradar выразила желание видеть Дориана в будущих частях серии Dragon Age. Пол Тасси из Forbes отметил, что Дориан является постоянным членом его партии, так как его компания была особенно приятной по сравнению с другими компаньонами. Тасси подчеркнул, что, несмотря на возможную стереотипность в его яркости, это не умаляет его сильных характеристик. Келли Пирс, в свою очередь, отметила, что Дориан стал её любимым персонажем среди большого числа ЛГБТ-персонажей в «Инквизиции». Она подчеркнула, что, несмотря на его острый характер и весёлый нрав, независимо от пола главного героя, наиболее эмоциональные моменты для неё были связаны с завоеванием лояльности Дориана к Инквизитору и изучением его прошлого.
Киан Махер, журналист издания TheGamer, охарактеризовал Дориана Павуса как одного из наиболее значимых персонажей в истории видеоигр, а также как одного из наиболее выдающихся представителей ЛГБТК-сообщества в современной художественной литературе, включая не только видеоигры, но и другие формы искусства. Джо Парлок, обозреватель The Daily Telegraph, в статье 2016 года выразил обеспокоенность недостаточным представлением геев в видеоигровом контенте. По его мнению, издатели видеоигр ориентируются на гетеросексуальную мужскую аудиторию, которая может негативно отреагировать на романтические отношения между мужчинами. В результате авторы игр часто прибегают к использованию лесбиянок и бисексуальных персонажей для демонстрации разнообразия, вместо того чтобы творчески подходить к созданию персонажей-мужчин-геев, вызывающих эмоциональную привязанность у игроков. Парлок также отметил улучшение характеристики Дориана в игре «Dragon Age: Inquisition», где его предыстория и диалоги подробно раскрывают многочисленные переживания, связанные с его гомосексуальностью, что значительно обогащает его образ. Гаспар Пелурсон, в своей статье 2018 года «Усы, магия крови и межвидовой секс: Навигация по негетеросексуальности Дориана Павуса», подчеркнул, что несмотря на прогресс в представлении ЛГБТК-персонажей в видеоиграх, лишь немногие из них обладают такой значимостью, как Дориан. The Advocate's Alley отмечает, что сексуальность Дориана не является просто выбором игрока, а неотъемлемой частью его личности. Его предыстория включает в себя побег из дома после того, как семья попыталась навязать ему гетеросексуальную идентичность.
Романтический сюжет, связанный с персонажем Дорианом, согласно статистическим данным, является наименее востребованным среди романтических вариантов для Инквизитора. Однако, несмотря на это, ряд критиков высоко оценили его изображение в контексте романтической линии «Инквизиции». Кеннет Шепард из Fanbyte отметил, что романтический сюжет, связанный с Дорианом, является наиболее привлекательным среди восьми доступных вариантов для «Инквизиции». Эмма Осборн, работающая для Junkee, выразила согласие с данной оценкой и подчеркнула наличие в повествовании «настоящей истории любви». Майк Ружо из Kotaku, после нескольких часов прохождения игры с мужским персонажем, отметил, что личность Дориана оказалась более привлекательной по сравнению с двумя женскими вариантами романтических отношений, доступными для инквизитора-мужчины. В результате он принял решение развивать романтические отношения с Дорианом. Ружо объяснил, что, несмотря на его гетеросексуальную ориентацию, он увидел в этом возможность проявить эмпатию и отождествить себя с главным героем видеоигры как с независимым персонажем, обладающим собственной жизнью. Кейт Грей из The Guardian отметила, что наиболее «человеческой реакцией», которую она когда-либо испытывала в видеоиграх, стало извинение Дориана перед женщиной-инквизитором за обман и признание невозможности изменить свою сексуальную ориентацию или развивать с ней романтические отношения. Грей пояснила, что ранее её персонаж неоднократно обменивался кокетливыми репликами с Дорианом, но только после его извинений она осознала, что он был задуман как гомосексуальный персонаж. Она высоко оценила внимание сценаристов BioWare к деталям и отметила их способность предвидеть подобные ситуации, создавая диалоги, которые находят отклик у игроков.

## Также к прочтению
- Richard Cobbett. Sex and Bioware. PC Gamer (15 ноября 2014). Дата обращения: 5 октября 2021.
- Johnson, Jason. A closer look at Bioware's progressive sexual politics. Kill Screen (3 февраля 2015). Дата обращения: 5 октября 2021.
- Gray, Kate. Romance in Video Games Can Sometimes Be Best Expressed Through Words Alone. Vice.com (12 мая 2017). Дата обращения: 5 октября 2021.